# One Day in Your Life (альбом)
One Day in Your Life — сборник песен Майкла Джексона, выпущенный лейблом Motown Records 25 марта 1981 года. Он включает в себя соло-композиции артиста и песни группы The Jackson 5, в которой он состоял. Это был первый альбом Майкла, выпущенный в 1980-х годах. Большинство композиций были взяты с ранее выпущенного альбома Forever, Michael. Позже, Motown Records сообщил, что быстро выпустил этот альбом ради быстрой денежной выгоды, ведь у певца был разгар популярности после выпуска успешного альбома Off the Wall. Титульный первый трек альбома стал мировым хитом, особенно в Великобритании.

## Критика
Рон Уинн из AllMusic дал альбому 3 из 5 звёзд, сказав:
Хотя Майкл Джексон уже давно перешел на лейбл Epic, Motown получил быстрый денежный импульс в начале 80-х, выпустив несколько треков из 1975 года. Заглавная песня даже приблизилась к тому, чтобы войти в Топ-40 R&B и достичь середины поп-чартов. Джексон был так горяч в тот момент, что все, что с его именем на нем будет продаваться. Но это едва ли первоклассный материал, и он действительно бледнел по сравнению с материалом, который Куинси Джонс производил в тот момент.

## Список композиций
| №  | Название                         | Автор(ы)                       | Альбом и год выпуска           | Длительность |
| -- | -------------------------------- | ------------------------------ | ------------------------------ | ------------ |
| 1. | «One Day in Your Life»           | Сэм Браун III, Рене Арманд     | Forever, Michael (1975)        | 4:12         |
| 2. | «Don’t Say Goodbye Again»        | Пэм Сойер, Леон Уэр            | G.I.T.: Get It Together (1973) | 3:22         |
| 3. | «You’re My Best Friend, My Love» | Сэм Браун III, Кристин Яриан   | Joyful Jukebox Music (1976)    | 3:23         |
| 4. | «Take Me Back»                   | Брайан Холланд, Эдвард Холланд | Forever, Michael (1975)        | 3:22         |
| 5. | «We’ve Got Forever»              | Эллиот Вилленски               | Forever, Michael (1975)        | 3:09         |

| №  | Название                           | Автор(ы)                           | Альбом и год выпуска           | Длительность |
| -- | ---------------------------------- | ---------------------------------- | ------------------------------ | ------------ |
| 1. | «It’s Too Late to Change the Time» | Пэм Сойер, Леон Уэр                | G.I.T.: Get It Together (1973) | 3:53         |
| 2. | «You Are There»                    | Рэнди Мейтценхаймер, Кристин Яриан | Forever, Michael (1975)        | 3:20         |
| 3. | «Dear Michael»                     | Хэл Дэвис, Эллиот Вилленски        | Forever, Michael (1975)        | 2:33         |
| 4. | «I’ll Come Home to You»            | Фредди Перрен, Кристин Яриан       | Forever, Michael (1975)        | 3:00         |
| 5. | «Make Tonight All Mine»            | Фредди Перрен, Кристин Яриан       | Joyful Jukebox Music (1976)    | 3:18         |

| №  | Название                           | Автор(ы)                       | Альбом и год выпуска           | Длительность |
| -- | ---------------------------------- | ------------------------------ | ------------------------------ | ------------ |
| 1. | «One Day in Your Life»             | Сэм Браун III, Рене Арманд     | Forever, Michael (1975)        | 4:12         |
| 2. | «We’re Almost There»               | Брайан Холланд, Эдвард Холланд | Forever, Michael (1975)        | 3:42         |
| 3. | «You’re My Best Friend, My Love»   | Сэм Браун III, Кристин Яриан   | Joyful Jukebox Music (1976)    | 3:23         |
| 4. | «Don’t Say Goodbye Again»          | Пэм Сойер, Леон Уэр            | G.I.T.: Get It Together (1973) | 3:22         |
| 5. | «Take Me Back»                     | Брайан Холланд, Эдвард Холланд | Forever, Michael (1975)        | 3:22         |
| 6. | «It’s Too Late to Change the Time» | Пэм Сойер, Леон Уэр            | G.I.T.: Get It Together (1973) | 3:53         |

| №  | Название                            | Автор(ы)                           | Альбом и год выпуска    | Длительность |
| -- | ----------------------------------- | ---------------------------------- | ----------------------- | ------------ |
| 1. | «We’ve Got a Good Thing Going»      | The Corporation                    | Ben (1972)              | 2:59         |
| 2. | «You Are There»                     | Рэнди Мейтценхаймер, Кристин Яриан | Forever, Michael (1975) | 3:20         |
| 3. | «Doggin’ Around»                    | Лена Агри                          | Music & Me (1973)       | 2:52         |
| 4. | «Dear Michael»                      | Хэл Дэвис, Эллиот Вилленски        | Forever, Michael (1975) | 2:33         |
| 5. | «Girl Don’t Take Your Love from Me» | Вилли Хатч                         | Got to Be There (1972)  | 3:46         |
| 6. | «I’ll Come Home to You»             | Фредди Перрен, Кристин Яриан       | Forever, Michael (1975) | 3:00         |

## Участники записи
Список составлен по сведениям базы данных Discogs. Нумерация песен приведена по американскому изданию, дополнительные треки британской версии выделены отдельно.
Продюсерский состав
| - Хэл Дэвис — музыкальный продюсер (песни: А2, А5, Б1, Б3) - Сэм Браун — музыкальный продюсер (песня: А1, А3, Б2) - Брайан Холланд — музыкальный продюсер (песня: А4) - Фонс Мизелл — музыкальный продюсер (песни: Б4, Б5) - Фредди Перрен — музыкальный продюсер (песни: Б4, Б5) | Дополнительные треки британской версии: - Брайан Холланд — музыкальный продюсер (песня: А2) - The Corporation — музыкальное продюсирование (песня: Б1) - Хэл Дэвис — музыкальный продюсер (песни: Б3, Б5) |

## Позиции в хит-парадах
Еженедельные чарты:
| Год  | Хит-парад                        | Высшая позиция | Пребывание |
| ---- | -------------------------------- | -------------- | ---------- |
| 1981 | Великобритания (UK Albums Chart) | 29             | 8 недель   |
| 1981 | США (Billboard Top LPs & Tape)   | 144            | 10 недель  |